# 亚历山德拉·比留科娃
亚历山德拉·帕夫洛夫娜·比留科娃（俄語：Алекса́ндра Па́вловна Бирюко́ва，1929年2月25日—2008年2月20日）是苏共中央政治局候补委员，是继叶卡捷琳娜·阿列克谢耶夫娜·福尔采娃后的又一位女性领导人。

## 生平
比留科娃出生在一个农民家庭；1952年毕业于莫斯科纺织学院化学技术系；1952年4月，与军人亚历山大·尼科托维奇·比列科夫结婚；1952年起，她在莫斯科第一丝网印刷厂工作；